# چشم‌سفید کوهی
چشم‌سفید کوهی (نام علمی: Zosterops montanus) نام یک گونه از سرده چشم‌سفید است.